# Juan Francisco Manzano
Juan Francisco Manzano (Matanzas, Cuba, 1797, La Habana,1853) fue un poeta cubano que nació esclavo durante el periodo colonial. Escribió dos poemarios y su autobiografía, que se publicaron antes de que obtuviera la libertad en 1836. Su Autobiografía constituye el texto más divulgado de la narrativa antiesclavista y se considera un texto clave para comprender el periodo colonial.
En 1844 fue víctima de una acusación falsa por supuestamente haber participado en la Conspiración de la Escalera. Fue condenado a prisión y después de salir de la cárcel no volvió a escribir, muriendo en la pobreza en 1856. Juan Francisco Manzano es considerado hoy como uno de los más valiosos e influyentes escritores cubanos del siglo XIX.

## Biografía

### Infancia
Se acepta el año de 1797 como el año de nacimiento de Juan Francisco Manzano en El Molino, una plantación de caña de azúcar cerca de la ciudad de Matanzas. Sus padres eran esclavos. Su padre era un sastre y su madre, María del Pilar, era una de las esclavas preferidas de su dueña, Beatriz Agustina de Jústiz y Zayas-Bazán, casada con el I marqués de Jústiz de Santa Ana, Manuel José Aparicio del Manzano y Jústiz. Manzano recibió el apellido de sus dueños como era costumbre en esa época.
Sus amos lo trataban bien, siempre acompañaba a su señora como «un niño de su vejez». De niño recitaba de memoria sermones, el catecismo, loas y entremeses aprendidos en las misas y representaciones de ópera a las que asistía acompañando a sus amos, que se comportaban benévolamente con él y le permitían corretear por la casa, lo que indica la cierta libertad de la que gozaba Manzano. Desde su adolescencia era conocido en su ambiente como versificador ingenioso, ya que le era fácil resaltar. Sus padrinos eran blancos y el niño esclavo estaba muy vinculado en general con el mundo de los blancos. Se decía que el niño pasaba más tiempo en los brazos de su señora marquesa que de la propia madre. A pesar del humilde trabajo que ejercía su madre nunca se separaba de ella, solo para dormir.
Se le envió a la escuela de su madrina de bautismo enseguida que cumplió los seis años de edad, en dónde lo consideraban «rápido» para aprender.
Después de la muerte de su propietaria la marquesa Jústiz de Santa Ana, su propiedad fue transferida a su hija segunda, la marquesa consorte de Prado Ameno, quién abusaba de su poder y lo trataba con mucha crueldad. Manzano era maltratado y sufrió frecuentemente varios castigos: era encerrado en una carbonera, pasaba hambre y recibía azotes y golpes.

### Primeros escritos
En 1818, Nicolás de Cárdenas y Manzano, segundo hijo de la marquesa consorte de Prado Ameno, lo recibió como sirviente de su casa. Fue entonces cuando Manzano aprendió a leer y escribir. En los libros de su nuevo amo también estudió retórica. Con un permiso —necesario debido a su condición social— pronto publicó sus versos en el volumen lírico Cantos a Lesbia (1821), hoy perdido, al igual que sus nanas y décimas, divulgadas anónimamente en Matanzas. Igual fortuna corrió el poemario Flores pasajeras, compuesto hacia 1830, y también buena parte de la producción que apareció de forma esporádica en periódicos de la época, si bien se salvó parte de ella.
Entre los años 1837 y 1838 colaboró con las revistas El Aguinaldo Habanero y El Álbum. Otra obra de Manzano extraviada es la segunda parte de su autobiografía, Apuntes autobiográficos que escribió con su propia y rudimentaria ortografía, ya que se negaba la más elemental instrucción a los esclavos. Esta segunda parte se perdió cuando la conservaba el escritor cubano-español Ramón de Palma, vinculado al Círculo de Domingo del Monte. Manzano escribió la primera parte de su autobiografía en 1839, por iniciativa del activo animador intelectual Domingo del Monte (1804-1853), quien se la había pedido para que formara parte de una serie de alegatos antiesclavistas entregados al comisionado inglés, el abolicionista Richard Robert Madden.

### Manzano y Domingo del Monte
Domingo del Monte fue un crítico literario y patrocinador de la literatura cubana. Este hombre cosmopolita, que hablaba cinco idiomas e inició varias revistas literarias en Cuba, fue conocido por sus famosas tertulias literarias que congregaban a destacados escritores e intelectuales cubanos de la época. Del Monte tenía una idea protonacionalista de Cuba y en su visión Cuba era una república moderna con una población de ascendencia europeo-anglosajona. Para lograr este objetivo, no solo le interesaba desarrollar y promover la literatura y la cultura cubana, sino también se dedicaba a denunciar las prácticas esclavistas y las injusticias dentro del sistema colonial. Como explica William Luis en la introducción a su edición de la Autobiografía: "El testimonio personal de un eslavo servía a Del Monte como discurso ejemplificado y eficaz para denunciar los males de la esclavitud". No obstante, Karim Ghorbal opina que "lejos de ser una obra al servicio de un seudo-abolicionismo criollo, la Autobiografía no es una acusación contra la esclavitud, sino contra los abusos de ciertos dueños desacertados".
«El esclavo es un hombre muerto», Manzano escribe en su autobiografía. La relación de Manzano con Del Monte fue crucial. Al escuchar en su tertulia el soneto Mis treinta años, escrito por el esclavo, Del Monte inició, secundado por Ignacio Valdés Machuca, una colecta para comprar su libertad, que obtuvo en 1837 por la cifra de quinientos pesos. Pero esta relación le costó a Manzano la implicación en la Conspiración de la Escalera, en la cual murió ajusticiado el mulato libre más implicado que él y también poeta, Gabriel de la Concepción Valdés, más conocido como «Plácido»; él fue absuelto en 1845, tras pasar un año en prisión.
Manzano no tardó lo suficiente en ser señalado, acusado por ser partícipe en una conspiración antiesclavista, no volvió a escribir, su pluma se enmudeció para siempre haciéndolo convertirse en un pastelero. No publicó más, se consagró a su trabajo de pastelero y vivió de otros oficios humildes, muriendo prácticamente en la miseria.
Manzano también escribió cuentos, en los que mezcló leyendas africanas, canciones de cuna y apariciones milagrosas, y en 1842 salió de una imprenta habanera su tragedia en cinco actos Zafira. Varias publicaciones de la época publicaron sus poemas, entre ellas, Diario de La Habana, La Moda y El Pasatiempo.
Debemos tener presente que Del Monto quien incitó a Manzano a escribir sobre su experiencia como esclavo, aun cuando había el riesgo de castigo. Manzano y Del Monte fueron acusados de participar en la organización del levantamiento contra el dominio de España en Cuba. Luego de un año fue absuelto.  Archivado el 9 de junio de 2020 en Wayback Machine.

## Obras

### Autobiografía
La Autobiografía de Manzano da voz, por primera vez, a un esclavizado negro en Cuba y es la única narrativa esclavista del siglo XIX publicada en español. Es un testimonio único sobre la esclavitud, escrito en español por un esclavizado. Su composición en 1835 fue posible gracias a los esfuerzos de Domingo del Monte, que alentó al poeta a escribir un relato autobiográfico. Manzano tuvo que aprender a leer y escribir por su cuenta antes de aventurarse a narrar los episodios de su vida en un manuscrito legible, aunque con multitud de errores. Para hacerla más accesible a los lectores Del Monte encomendó el manuscrito a Anselmo Suárez y Romero para que le diera forma e hiciera las correcciones necesarias. Suárez y Romero cumplió cabalmente con la petición, quién hizo correcciones a la sintaxis y la gramática, pero también modificó la vida del esclavo con la intención de que el testimonio cobrara mayor fuerza en favor de la abolición de la trata de esclavizados y la esclavitud. Después, Del Monte entregó una copia corregida a Richard Robert Madden, un antiesclavista británico, quién la publicó en Inglaterra en 1840 bajo el título Poems by a Slave in the Island of Cuba, Recently Liberated; Translated from the Spanish, by R.R. Madden, M.D. With the History of the Early Life of the Negro Poet, Written by Himself; to Which are Prefixed Two Pieces Descriptive of Cuban Slavery and the Slave-Traffic, by R.R.M.
Tanto la autobiografía original como la versión corregida por Suárez y Romero desaparecieron. El original, encontrado un siglo más tarde en la Biblioteca Nacional José Martí, fue publicado en 1937 por José Luciano Franco. La versión de Suárez y Romero, fue hallada a mediados de la década de los ochenta en la Biblioteca de Sterling de la Universidad de Yale.

#### La mediatización de la Autobiografía
Es posible que el manuscrito de Manzano estuviera subordinado a las relaciones desiguales de poder entre el esclavizado y su mecanas —como Del Monte— y Manzano tuvo que cumplir ciertas expectativas para satisfacer a su protector. Por lo tanto, conseguida la libertad, Juan Francisco Manzano «enmudece» y no escribe nada más.
El texto de Manzano fue «corregido» y alterado. La primera edición publicada, la de Madden, no lleva incluso el nombre de su autor y protagonista, siendo una obra anónima, escrita por un esclavizado anónimo. Esto sirve al propósito de presentar la narración de Manzano como una historia típica, representativa de las experiencias de los esclavizados cubanos. Sin embargo, la vida de Manzano —su relativa libertad en la casa de sus amos, sus habilidades para leer y escribir y su vinculación con «los blancos»— eran algo fuera de lo común.
Al publicar la primera edición del libro, Madden solo eligió algunos de los textos de Juan F. Manzano de los que habían sido incluidas en el álbum que le había entregado Del Monte. Entonces, la selección de los textos en Poems by a Slave es un resultado de una doble mediación, la de Del Monte y la de Madden, subordinado los textos producidos por Manzano a los gustos y a los propósitos ideológicos de ambos editores.
En aquella época, no era común que los esclavizados pudieran leer y escribir, y mucho menos componer poesía y escribir libros. El proyecto de Manzano era un trabajo pionero, ya que por primera vez un esclavizado negro pudo publicar sus textos. La publicación del texto escrito por un esclavizado «demostraba la humanidad del negro, su potencial de sujeto civilizable capaz de manejar los productos más sublimes de la república de las letras». Juan Francisco Manzano, un negro esclavo capaz de escribir, servía como un ejemplo para los abolicionistas, que mostraba que los esclavizados podrían ser educados y formar parte de la sociedad y su producción intelectual y cultural. Representaba un «negro bueno» y civilizable, capaz de vivir en armonía con el resto de la sociedad.

#### Ediciones de laAutobiografía
- Azougarh, Abdeslam. (ed.) Juan Francisco Manzano. Esclavo Poeta en la Isla de Cuba. Valencia: Episteme, 2000.
- Castro, Alex. (ed.) Autobiografia do Poeta-Escravo. São Paulo: Hedra, 2015.
- Castro, Alex. (ed.) Autobiografía. Matanzas: Ediciones Matanzas, 2016.
- Franco, José Luciano. (ed.) Obras. Havana: Instituto Cubano do Libro, 1972.
- Lewis Galanes, Adriana. (ed.) Poesías de J.F. Manzano esclavo en la isla de Cuba. Madrid: Editorial Betania, 1991.
- Lloyd King. (ed.) The Autobiography of a Cuban Slave. San Augustine, Trinidad: University of the West Indies Press, 1996.
- Luis, William. (ed.) Autobiografía del Esclavo Poeta y Otros Escritos. Espanha: Iberoamericana, 2007.
- Madden, Richard. (ed.) The Life and Poems of a Cuban Slave. Juan Francisco Manzano, 1797-1854. Archon, 1981.
- Schulman, Ivan. (ed.) Autobiografía de un Esclavo. Detroit: Wayne State University Press, 1996.

#### Poesía
Como esclavizado que era, Manzano fue, mejor que nadie, testigo de los horrores de la esclavitud y el más directamente perjudicado por ella. Esto no quiere decir que Manzano solo deseara escribir sobre este tema; de hecho <La rosa> y < A la ciudad de Matanzas después de una larga ausencia> son entre otros, poemas que permitían al esclavizado distanciarse de su propia situación social y económica. Aunque Juan Francisco Manzano ya era un poeta reconocido y había producido una abundancia de poesía antes de que comenzara siquiera a escribir su autobiografía, él es más conocido por su autobiografía que por su poesía. En comparación con la abundancia de literatura dedicada a analizar y estudiar su autobiografía, parece haber una cantidad de trabajo abrumadora y desproporcionadamente menor que se enfoque exclusivamente en su poesía. Sin embargo, la poesía de Manzano tiene un gran valor tanto históricamente, socialmente y artísticamente. Como explicado por Edward J. Mullen en la introducción del libro titulado The Life and Poems of a Cuban Slave, fue en realidad su poesía que «ayudó a introducir su obra en el complejo diálogo transatlántico sobre la esclavitud» (traducción). 

##### El contexto de la poesía antiesclavista
Durante el tiempo en que Juan Francisco Manzano vivió y escribió, la esclavitud fue un componente fundamental de la sociedad colonial. Durante los siglos XVIII y XIX, Cuba se había convertido en el principal productor y exportador de azúcar y la economía cubana dependía en gran medida de la producción y exportación de azúcar. Esto condujo a una importación masiva de los esclavizados de África a lo largo de los dos siglos. Sin embargo, fue también durante este tiempo donde el movimiento abolicionista en Cuba comenzó a ganar fuerza y prominencia. Como resultado de ambos fenómenos, hubo un mayor interés y atención dada a las condiciones coloniales de los afrocubanos. Sin embargo, había una brecha notable y problemática en los escritos sobre la condición de los esclavizados negros en la Cuba colonial. Aunque ciertamente había literatura escrita sobre las experiencias y condiciones de la población negra en Cuba, había una abrumadora falta de literatura escrita por los mismos afrocubanos. Aquí es donde se encuentra las obras de Juan Francisco Manzano. Las obras de Juan Francisco Manzano sigue siendo tan importante y crucial, en parte, porque era la primera vez que los cuerpos de trabajo significativos sobre los negros estaban siendo escritas por los negros mismos.

##### La resistencia a la esclavitud en la poesía
La poesía de Manzano es bien conocida para informar artísticamente a los lectores sobre las realidades, dificultades y brutalidades de la esclavitud. Sin embargo, su escritura también puede ser considerada como un poderoso ejemplo de resistencia activa que utiliza el arte y la literatura como su método de comunicación. Centrándose específicamente en la idea de resistencia, no solo el contenido de su poesía aborda, sugiere y enciende la resistencia, sino que su poesía misma como entidad sirve como un método de resistencia.
La poesía de Manzano en su totalidad sirve como una forma de resistencia contra la institución de la esclavitud y la ideología dominante de su tiempo. En primer lugar, su escritura no solo rechaza, sino que directamente argumenta contra las nociones de inferioridad intelectual negra, que fueron utilizadas con frecuencia como justificaciones para la institución de la esclavitud. Su poesía empuja contra la privación intencional de la educación y al acceso al conocimiento de los esclavizados. Frente a una institución y a una sociedad que buscaba reprimir y bozal la voz del esclavo, Manzano utilizó su poesía como una manera de elevar su propia voz, así como las voces de otros esclavos, a través de una narrativa colectiva y experiencias compartidas.  Manzano se niega a ser silenciado, utiliza el lenguaje como una forma de resistencia y una forma de reclamar su voz. A través del uso de su poesía insiste continuamente en definirse a sí mismo como un poeta en lugar como esclavizado, reclamando su humanidad que la esclavitud con fuerza e implacablemente trató de despojarle. Al hacerlo, recupera poderosamente su identidad y se resiste a la deshumanización de la esclavitud.

##### Colecciones de poesía[14]
- Cantos a Lesbia (1821)
- Poesías líricas (1821)
- Flores pasajeras (1830)
- Diario de la Habana (1830)
  - Soneto. Al Sr. Don Nicolás de Cárdenas y Manzano (10 de febrero)
  - La cocuyera (26 de octubre)
  - Oda a la Religión (10 de abril)
  - Soneto. En la muerte de la Señora Doña María de la Luz de Zayas y Jústiz (21 de mayo de 1838)
  - A Jesús en la Cruz. Octavas (9 de abril de 1841)
  - Oda a la Luna (14 de mayo de 1841)
- Diario de Matanzas (1830)
  - A Don Domingo del Monte (24 de abril)
  - Epitafio (24 de abril)
- Colección de poesías (1833)
  - Soneto
  - Soneto
- El Pasatiempos (1834)
  - El desafío (22 de julio)
  - La guajirita (25 de julio)
  - El joven desconocido (9 de augusto)
  - El amante quejoso (12 de augusto)
  - Leonardo y Panchita (16 de augusto)
  - El feliz suceso (23 de augusto)
- Diccionario de las Musas (1837)
  - Epitafio a don Tello de Mantilla
- Aguinaldo Habanero (1837)
  - Una hora de tristeza
  - El reloj adelantado
  - La cocuyera
  - A la ciudad de Matanzas después de una larga ausencia
  - Treinta anos
  - A la música
- El Álbum (1838)
  - Ilusiones (3 de junio)
  - Un sueno (7 de noviembre)
- Poems by a Slave in the Island of Cuba (1838)
  - The life of the Negro Poet
  - Ode to Death
  - Ode to Calumny
  - Ode to Religion
  - Thirty Years
  - The Cocuya or Fire-fly
  - The Clock that Gains
  - The Dreams
- Abolition de l’Esclavage; Examen Critique Du préjugé contra le Couleur des Africanset des Sang-Meles (1838)
  - Sonnet. A la ville de Matanzas, apré un longue absence
- La Prensa (1842)
  - El juramento. A Lesbia (22 de julio)
- La Flor de Almendrares (1842)
  - La Rosa
- Faro Industrial de la Habana (1843)
  - La Mentira. Soneto (26 de octubre)
  - Ingratitud. A Panchita (30 de septiembre de 1849)
  - Una lágrima sobre la tumba del malogrado poeta habanero D. Ramón Jiménez y Alpízar (26 de diciembre de 1850)
- Cuba poética. Colección escogida de las composiciones en verso de los poetas cubanos desde Zequiera hasta nuestros días (1858)
  - La cocuyera
  - Oda a la Luna
  - Ilusiones
  - Soneto
  - El reloj adelantado
  - La música

## Obras
- Poemarios: Poesías líricas (1821), Flores pasajeras (1830)
- Autobiografía del esclavo poeta y otros escritos; edición, introducción y notas William Luis. Madrid: Iberoamericana, 2007